# VS 80 (U-Boot)
VS 80, auch V 80,  war ein Versuchs-U-Boot, welches in den Jahren 1938 bis 1940 von der Germaniawerft in Kiel in Zusammenarbeit mit Hellmuth Walter für die deutsche Kriegsmarine gebaut wurde.

## Geschichte
Das Versuchsboot (Versuch = VS) war ein unbewaffnetes Klein-U-Boot, das für eine Besatzung von drei bis fünf Personen vorgesehen war. Das Boot lief am 14. April 1940 vom Stapel. Es war 22,05 m lang und 2,10 m breit, hatte aufgetaucht 3,20 m Tiefgang und eine Gesamthöhe von 5,65 m. Die Wasserverdrängung betrug 73 t aufgetaucht und 85,5 t getaucht. Bemerkenswert war der revolutionäre Antrieb, der aus einer Walter-Turbinen-Anlage bestand, die bei einer Drehzahl von 20,000 Umdrehungen pro Minute 2.000 PS entwickelte. Bei Seeerprobungen 1940 und 1941 in der Schlei und der Putziger Wiek (in Begleitung des Sicherungsschiffs  John Rehder bzw. Polyp) wurde eine Unterwassergeschwindigkeit von 28,1 Knoten erreicht, ein erst 1953 von der Albacore übertroffener Wert. Das Boot konnte mit dem vorhandenen Vorrat von 21 t Wasserstoffperoxid bei einer Geschwindigkeit von 28 kn unter Wasser bis zu 50 Seemeilen fahren.
Die Kriegsmarine war von den Leistungen des Versuchsboots begeistert. Aber der Walter-Antrieb steckte 1940/41 noch in den Kinderschuhen und war technisch noch nicht genügend ausgereift und erprobt worden. Die weitere Entwicklung der Walter-U-Boote führte zu den Typen XVII, XVIII und XXVI. Keiner dieser Typen wurde letztlich frontreif, was aber weniger an der Technik, sondern am Mangel an verfügbarem Wasserstoffperoxid lag.
Das Boot wurde Ende 1942 aufgelegt und im März 1945 in Hela selbstversenkt.

## Dokumentation
Das Imperial War Museum (IWM) in London besitzt mehrere von der Walter KG produzierte Kurzfilme, die das Boot bei Erprobungsfahrten in der Schlei und in der Putziger Wiek zeigen:
- IWM Reference GWY 1524: Die ersten Fahrten mit U-Schnellboot V80 (November 1940, Schlei)
- IWM Reference GWY 1525: V80 Bootsaufnahmen
- IWM Reference GWY 1526: Versuchsfahrten U-Schnellboot V80 in der Danziger Bucht – Hela April-Juni 1941
- IWM Reference GWY 1659: Überführung von Dock und Boot V80 von der Schlei nach Hela im November 1940 (Dieser Film zeigt auch das Schwimmdock des Boots und das Sicherungs- und Wohnschiff John Rehder bzw. Polyp)
- IWM Reference GWY 1660: V80 U-Boat Trials